# ألين مكارثي
ألين مكارثي هو سياسي أمريكي، ولد في 24 فبراير 1970 في بوسطن في الولايات المتحدة. نشط حزبياً في الحزب الديمقراطي. وقد انتخب عضو مجلس نواب ماساتشوستس ‏.